# Yoon Dong-min
Đây là một tên người Triều Tiên, họ là Yoon.
Yoon Dong-min (tiếng Hàn Quốc: 윤동민) là một cầu thủ bóng đá Hàn Quốc, hiện tại thi đấu cho Jeonnam Dragons.

## Sự nghiệp câu lạc bộ
Yoon gia nhập FC Seoul theo dạng lựa chọn tuyển quân từ Đại học Kyunghee.  Nhưng anh không ra sân trận nào cho Seoul. Anh gia nhập Busan I'Park năm 2011. Trận đầu tiên của anh với câu lạc bộ mới là sự thay người vào sân trong thất bại của Busan trước Ulsan Hyundai FC tại Cúp Liên đoàn bóng đá Hàn Quốc, và Yoon có trận đầu tiên ở giải vô địch trước Seongnam Ilhwa Chunma ngày 3 tháng 4 năm 2011, và một lần nữa cũng vào sân từ ghế dự bị.  Yoon ghi bàn thắng chuyên nghiệp đầu tiên trong chiến thắng của Busan trước Cheonan City FC trong trận đầu tiên của câu lạc bộ tại Cúp Quốc gia Hàn Quốc 2011.

## Thống kê sự nghiệp câu lạc bộ
Tính đến 4 tháng 12 năm 2017
| Thành tích câu lạc bộ | Thành tích câu lạc bộ | Thành tích câu lạc bộ | Giải vô địch | Giải vô địch | Cúp     | Cúp       | Cúp Liên đoàn | Cúp Liên đoàn | Play-off | Play-off  | Tổng cộng | Tổng cộng |
| Mùa giải              | Câu lạc bộ            | Giải vô địch          | Số trận      | Bàn thắng    | Số trận | Bàn thắng | Số trận       | Bàn thắng     | Số trận  | Bàn thắng | Số trận   | Bàn thắng |
| Hàn Quốc              | Hàn Quốc              | Hàn Quốc              | Giải vô địch | Giải vô địch | Cúp KFA | Cúp KFA   | Cúp Liên đoàn | Cúp Liên đoàn | Play-off | Play-off  | Tổng cộng | Tổng cộng |
| --------------------- | --------------------- | --------------------- | ------------ | ------------ | ------- | --------- | ------------- | ------------- | -------- | --------- | --------- | --------- |
| 2010                  | FC Seoul              | K League 1            | 0            | 0            | 0       | 0         | 0             | 0             | -        | -         | 0         | 0         |
| 2011                  | Busan I'Park          | K League 1            | 12           | 1            | 2       | 1         | 5             | 1             | -        | -         | 19        | 3         |
| 2012                  | Busan I'Park          | K League 1            | 22           | 4            | 5       | 1         | -             | -             | -        | -         | 27        | 5         |
| 2013                  | Busan I'Park          | K League 1            | 13           | 0            | 2       | 0         | -             | -             | -        | -         | 15        | 0         |
| 2014                  | Busan I'Park          | K League 1            | 2            | 0            | 0       | 0         | -             | -             | -        | -         | 2         | 0         |
| 2015                  | Busan I'Park          | K League 1            | 16           | 0            | 1       | 0         | -             | -             | 1        | 0         | 18        | 0         |
| 2016                  | Sangju Sangmu         | K League 1            | 6            | 1            | 0       | 0         | -             | -             | 0        | 0         | 6         | 1         |
| 2017                  | Sangju Sangmu         | K League 1            | 12           | 1            | 2       | 0         | -             | -             | 0        | 0         | 14        | 1         |
| 2017                  | Busan IPark           | K League 2            | 3            | 0            | 1       | 0         | -             | -             | 0        | 0         | 4         | 0         |
| Tổng cộng sự nghiệp   | Tổng cộng sự nghiệp   | Tổng cộng sự nghiệp   | 86           | 7            | 13      | 2         | 5             | 1             | 1        | 0         | 105       | 10        |